# Mala Sugubina
Mala Sugubina (cyr. Мала Сугубина) – wieś w Serbii, w okręgu rasińskim, w gminie Trstenik. W 2011 roku liczyła 266 mieszkańców.